# Chlorophytum pygmaeum
Chlorophytum pygmaeum är en sparrisväxtart som först beskrevs av August Henning Weimarck, och fick sitt nu gällande namn av Shakkie Kativu. Chlorophytum pygmaeum ingår i släktet ampelliljor, och familjen sparrisväxter.

## Underarter
Arten delas in i följande underarter:
- C. p. pygmaeum
- C. p. rhodesianum